# Palazzo Sacrati Muzzarelli Crema
Palazzo Sacrati Muzzarelli Crema, o più semplicemente noto anche come palazzo Muzzarelli Crema, è un palazzo di origine tardo medievale che si trova nel centro storico di Ferrara. Si affaccia su via Cairoli al n. 13 e anche in vicolo del Teatro, dal quale si accede direttamente al suo cortile con baldresche. 

## Origine del nome

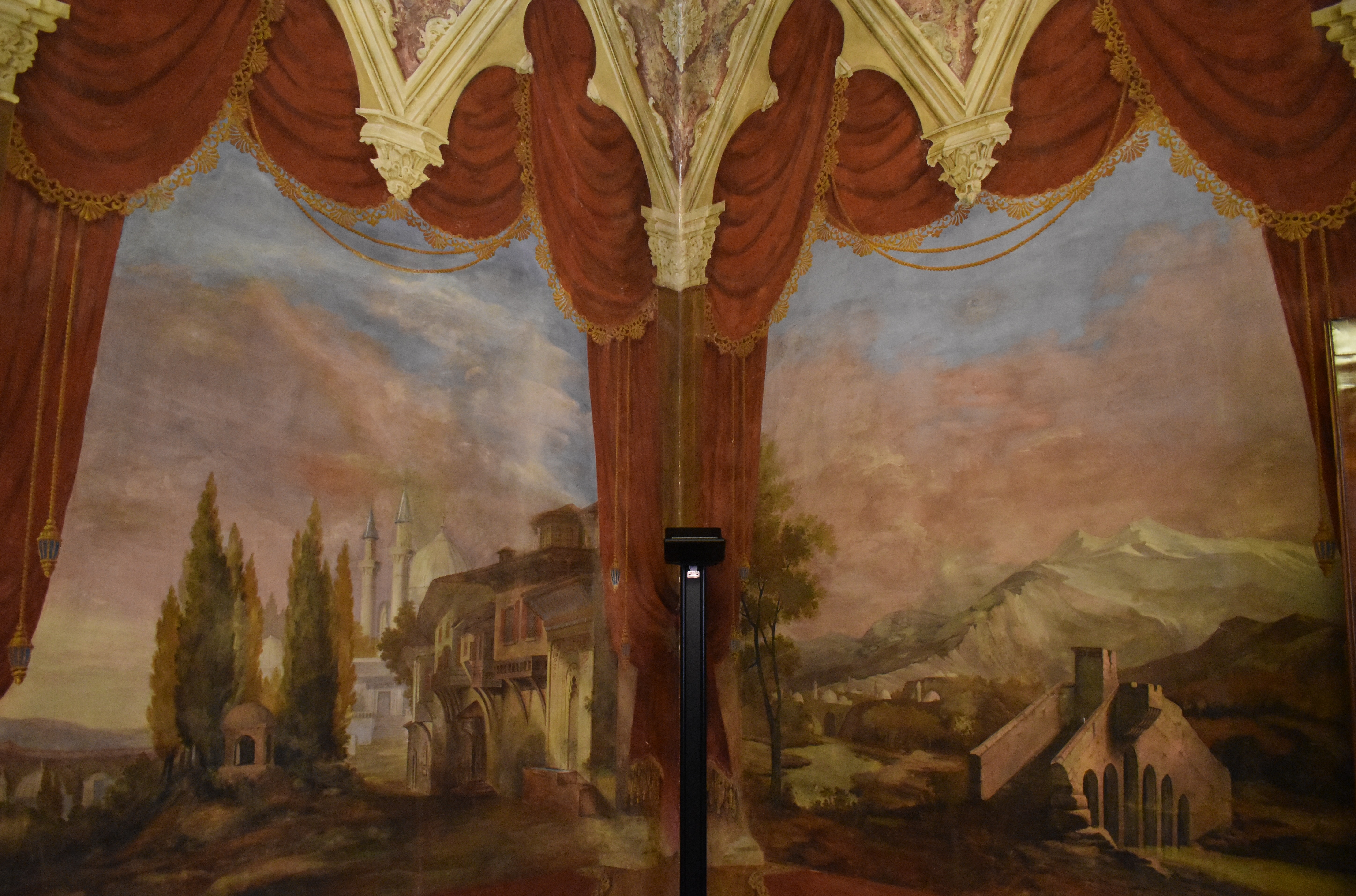
Interno, sala dei Paesaggi, dettaglio degli affreschi.

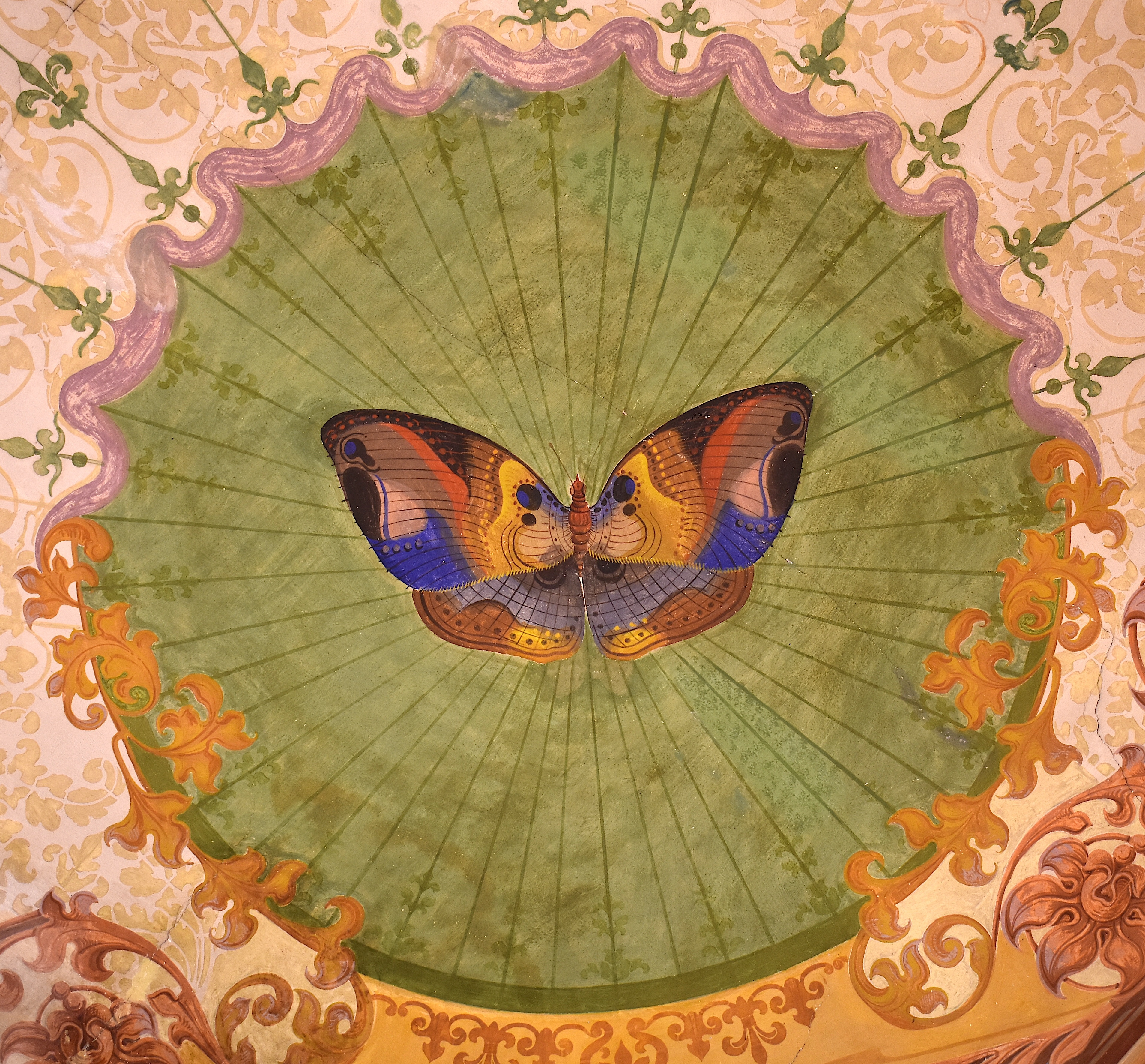
Particolare dell'affresco sul soffitto in una sala del palazzo.

Tra i primi proprietari del palazzo vi fu la famiglia Sacrati e nel palazzo se ne conservavano gli stemmi, con quelli degli Este. In seguito la proprietà passò alla famiglia Muzzarelli sino al 1850, quando l'edificio fu ceduto all'avvocato Gian Battista Crema.

## Storia
L'antica strada di Borgo Nuovo apparteneva ad una zona citata già attorno al 1081, formato dalle recenti via Gorgadello, poi Via Guglielmo degli Adelardi, via Canonica, via Contrari, parte di via Voltapaletto, la zona dei Teatini e del teatro, indicata come sesto di San Romano, perché in origine appartenente a quella chiesa prima di essere ceduta alla nuova cattedrale di Ferrara. Le modifiche urbanistiche che coinvolsero l'intera area, sino a quel tempo malfamata, interessò anche il sito del palazzo Sacrati Muzzarelli Crema. Nel 1298 la Fabbrica della Cattedrale concesse ad Uberto Sacrati il diritto su una piccola casa nella via, a questa poi si aggiunsero due altri edifici confinanti. Nel 1455 dai documenti risulta la presenza di un unico e grande palazzo con il cortile, probabilmente ottenuto dall'unione delle tre strutture precedenti. Il nuovo palazzo fu affidato al progetto dell'archietto Pietrobono Brasavola, che aveva lavorato anche alla Casa Romei e che mostra vari aspetti di similitidine col palazzo Sacrati Muzzarelli Crema. Poco dopo la proprietà andò alla famiglia Muzzarelli che la mantenne sino al nel 1850, quando passò all'avvocato Gian Battista Crema. Con il Crema il palazzo venne ristrutturato secondo le forme che ci sono pervenute, in stile neoclassico. I restauri della seconda metà del XX secolo hanno interessato il cortile d'onore con le caratteristiche baldresche e la scala risalente al XV secolo. A partire dall'ultimo decennio del XX secolo il palazzo venne acquisito dalla Cassa di Risparmio di Ferrara con la sua fondazione e da quel momento è divenuto sede per importanti manifestazioni e attività culturali, artistiche e di beneficenza. Dopo la crisi del gruppo bancario anche la fondazione ha avuto difficoltà e, dal 2024, ha cessato ogni attività nel palzzo, mettendo in vendita anche molti degli arredi delle sue sale e trasferendosi in altra sede.

## Descrizione

### Esterni
Il palazzo monumentale si affaccia, in pieno centro storico cittadino, su via Cairoli e su vicolo del Teatro, a breve distanza dal Castello Estense. La sua struttura è tipica di una dimora signorile con un ampio cortile interno e mostra la combinazione di stili tra loro diversi, legati ai vari momenti delle ristrutturazioni che lo hanno interessato con i vari cambi di proprietà. Il rifacimento più recente e importante è quello del 1853. Lo scalone di marmo e parte della facciata ad est sono di questo periodo. Sia il cortile sia l'ala sinistra con la loggia conserva arricchimenti in cotto e capitelli in marmo in stile gotico e rinascimentale. La loggia su baldresca è l'aspetto più importante dell'esterno del palazzo e lo stesso Ludovico Ariosto lo ha citato.

### Interni
Gli interni del palazzo sono estremamente ricchi. Interventi di restauro hanno portato alla luce sulle pareti delle sue sale diversi frammenti di affreschi di epoche diverse, lasciati in sito o strappati, spesso molto danneggiati e risalenti anche al XIII secolo. In particolare è presente un graffito verde e nero, attribuibile allo stesso autore dei graffiti strappati dal Palazzo Paradiso eretto da Alberto V d'Este nel XIV secolo tra il 1385 e il 1391. Questo graffito rappresenta l'assedio di una città, probabilmente legato alla vita di Uberto Majuoli da Parma, che poi prese il nome di Sacrati dal sacrato della chiesa di Santa Maria Nuova a Ferrara, vicino alla casa dove Uberto Majuoli, su invito di Azzo IX d'Este, si era trasferito. Altri affreschi dello stesso periodo hanno soggetti decorativi. Alcuni stemmi degli Este e dei Sacrati sono stati in seguito rimossi. Di notevole importanza sono le decorazioni realizzate durante il periodo di proprietà dell'avvocato Crema. La sala più importante, di questo periodo, è la Sala dei Paesaggi. Sulle pareti appare dipinta un'architettura gotica, con finestre e una balaustra. Dalle finestre appaiono otto diversi paesaggi di ambienti italiani ed esotici. Questa sala è attribuita alla bottega di Francesco Migliari, già attivo nel palazzo reale di Napoli. Anche i soffitti sono decorati con affreschi definiti a cielo di carrozza attribuiti a Girolamo Domenichini e Alessandro Mantovani.